# 阳光站 (长沙地铁)
阳光站位于中华人民共和国湖南省长沙市岳麓区后湖路地下，是长沙地铁3号线的地铁车站，2020年6月28日开通运营。

## 车站

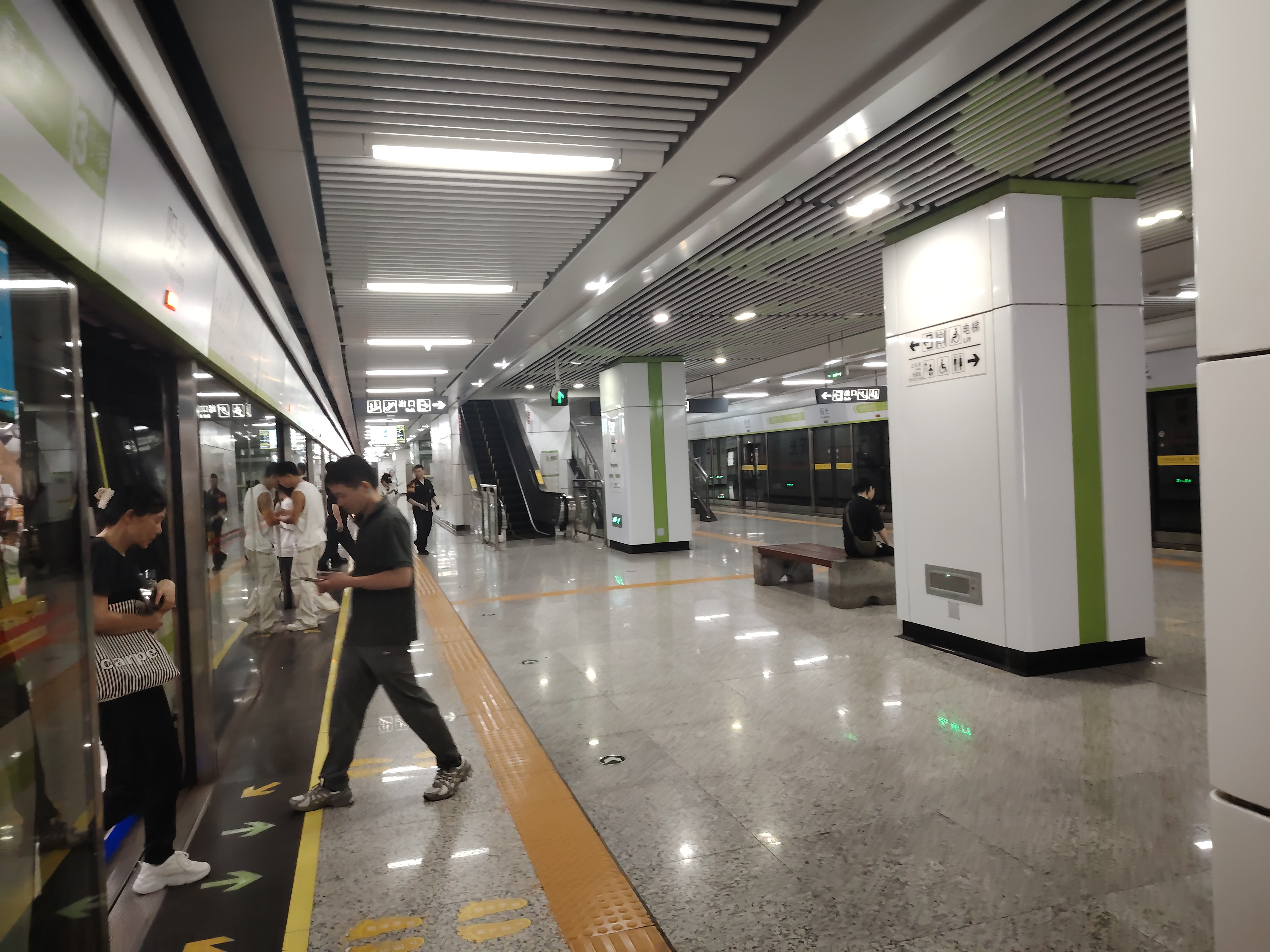
阳光站站台

### 车站结构
| 地面      |                                        | 地铁出入口                            |  |
| 地下 一层 | 站厅层                                 | 站厅、售票机、客服中心                |  |
| 地下 二层 |                                        | 3号线列车开往广生（下一站：洋湖新城） |  |
| 地下 二层 | 岛式月台，左邊车门将會开启             |                                       |  |
| 地下 二层 | 3号线列车开往山塘 （下一站：中南大学） |                                       |  |

## 车站周边
- 罗家咀
- 阳光100国际新城
- 黄鹤村